# پیترو آکاردی
پیترو آکاردی (انگلیسی: Pietro Accardi؛ زادهٔ ۱۲ سپتامبر ۱۹۸۲) بازیکن فوتبال سابق و مدیرورزشی اهل ایتالیا است.
از باشگاه‌هایی که در آن بازی کرده‌است می‌توان به باشگاه فوتبال سمپدوریا، باشگاه فوتبال پالرمو، باشگاه فوتبال برشا، و باشگاه فوتبال امپولی اشاره کرد. هم اکنون مدیر فنی باشگاه فوتبال سمپدوریا است.